# Лісево (Конінський повіт)
Лісево (пол. Lisewo) — село в Польщі, у гміні Скульськ Конінського повіту Великопольського воєводства.
У 1975-1998 роках село належало до Конінського воєводства.